# 伊利济
伊利济（阿拉伯语：‎）位于阿尔及利亚东部，是伊利济省的首府。